# Цуладзе Баадур Сократович
Цуладзе Баадур Сократович (*5 березня 1935, Батумі — † 13 травня 2018, Тбілісі) — радянський і грузинський актор, кінорежисер та театральний педагог. Заслужений артист Грузинської РСР (1979).

## Біографічні відомості
Народився 5 березня 1935 р. в Батумі. Закінчив режисерський факультет Всесоюзного державного інституту кінематографії (1961, майстерня О. Довженка и М. Чіаурелі).
Працював на студії «Грузія-фільм», викладав у Тбіліському театральному інституті ім. Ш. Руставелі.

## Фільмографія

### Режисер-постановник
- «Три пісні» (1962)
- «Нагорода» (1965)
- «Феола» (1970, новела в кіноальманаху «М'яч, рукавичка і капітан»)
- «Білі камені» (1972, новела «Гладіатор»)
- «Любов, велика сила твоя» (1975, новела «Вальс на Мтацмінді»)
- «Перерва» (1978)
- «Удача» (1980, к/м)
- «Для любителів розв'язувати кросворди» (1981)
- «Наша черга, хлопці!» (1986)

### Акторські роботи
- «Бабка» (1954)
- «Листопад» (1966)
- «Місто пробуджується рано» (1967)
- «Серенада» (1968, к/м)
- «Не журись!» (1969)
- «Я, слідчий…» (1971, Васо Кобідзе, лейтенант міліції, дільничний інспектор в районі військово-грузинської дороги)
- «Мелодії Верійського кварталу» (1973, поліцмейстер)
- «Сибірський дід» (1974, Никифор)
- «Парі» (1974, Гігла)
- «Вальс на Мтацмінді» (1975)
- «Пригоди Буратіно» (1975)
- «У самого Чорного моря» (1975, Леварса)
- «Центровий з піднебесся» (1975, тренер баскетболістів)
- «Перша ластівка» (1975, Квантро, власник ресторану (дублює А. Карапетян)
- «Пісні над хмарами» (1976, тракторист)
- «Ніч над Чилі» (1977, чоловік Марії)
- «Розклад на післязавтра» (1978)
- «Комедія помилок» (1978, Бальтазар)
- «Кваркваре» (1978)
- «Сватання гусара» (1979, друг Налімова, гусар)
- «Тегеран-43» (1981, Дерюш, син померлого іранця)
- «Подорож буде приємною» (1978, водій рефрижератора)
- «Плавець» (1981, Антон Думбадзе, оповідач)
- «Одружений парубок» (1982, Гурам Отарович)
- «Будьте моїм чоловіком» (1982, міліціонер)
- «Швидкість» (1983, Гурам)
- «Унікум‎» (1983, Автанділ Шалвович Цуладзе)
- «Блондинка за рогом» (1984, Рашид Рашидович)
- «Витівки Скапена» (1984, Карл, шахрай)
- «Дуже важлива персона» (1984, Георгій)
- «Пеппі Довгапанчоха» (1984, поліцейський (озвучував Олег Табаков)
- «Жив відважний капітан» (1985, скульптор)
- «Сузір'я кохання» (1985, Сафарбек)
- «Поразка» (1987, продавець вина)
- «Пляжний розбійник» (1987, фотограф)
- «Житіє Дон Кіхота і Санчо» (1988, дон Дієго де Міранда)
- «Балкон» (1988, міліціонер)
- «Царське полювання» (1990, Ломбарді)
- «Аляска Кід» (1993, т/с; Карлуччі)
- «Тбілісі — Тбілісі» (2005, професор Отар Еріставі)
- «Кавказьке тріо» (2015) та багато ін.

Знявся в українських фільмах
- «Контрабанда» (1974, Одеська кіностудія)
- «Еквілібрист» (1976, т/ф, Сандро; Кіностудія ім. О. Довженка)
- «Розколоте небо» (1979, Кіностудія ім. О. Довженка)
- «Циган» (1979, продавець; Одеська кіностудія)
- «Куди він дінеться! » (1981, Амбарцумов; Одеська кіностудія)
- «Крупна розмова» (1980, епіз.; Одеська кіностудія)